# Miguel Falcón
Miguel Falcón García-Ramos (Toledo, España, 24 de abril de 1979), más conocido como Falcón, es un exfutbolista y entrenador español. Actualmente es el entrenador del CD Toledo B.

## Carrera como jugador
Jugaba de centrocampista, como medio organizador, aunque su polivalencia le permitía actuar también de pivote defensivo, de central o de mediapunta. Tenía un gran talento y siempre lo daba todo en el campo. Muy querido y respetado por sus compañeros, entrenadores y en particular por sus aficionados, donde en prácticamente todos los clubes, especialmente en el Ciudad de Murcia y más tarde en el F.C. Cartagena, tenía su peña de apoyo "Capitán Falcón".
Comenzó haciendo sus pinitos en el club amateur Toledo Imperial C.F. en 1996 para posteriormente ser fichado por el Club Atlético de Madrid "B" en la temporada 1998/1999 cuando el conjunto madrileño se encontraba en Segunda División y terminó en un histórico segundo puesto que, como filial, no le permitió ascender a Primera División. En el cuadro colchonero estuvo 3 temporadas hasta que en 2002 fichó por el Mérida U.D. por una campaña. Para la temporada 2002/2003, pasó la primera vuelta en el Club Deportivo Leganés en Segunda División y más adelante se iría en calidad de cedido hasta junio de 2003 al Ciudad de Murcia de la Segunda División B, con quien conseguiría el ascenso de categoría y club por el que ficharía por 4 temporadas más.
En julio de 2007, un empresario compra el equipo y lo traslada a Motril (Granada) con la nueva denominación de Granada 74 Club de Fútbol. En el equipo granadino permanecería una temporada. Para la siguiente campaña ficharía por 2 temporadas con el F.C. Cartagena de la Segunda División B, con el conseguiría al ascenso a Segunda División. Un año después, una mala racha de resultados en las últimas jornadas impidió al conjunto cartaginés estar entre los tres primeros puestos que garantizaban el ascenso directo a Primera División, finalizando finalmente 5º a tan solo 7 puntos de la proeza.
En julio de 2010, el toledano firmaría por dos temporadas con el Real Oviedo, de la Segunda División B. Para la temporada 2012/2013, Falcón fichó por una temporada por el equipo de su tierra, el Club Deportivo Toledo que acababa de descender a Tercera División. En el equipo castellano-manchego conseguiría devolver al club a la categoría de bronce del fútbol español.

## Carrera como entrenador
En verano de 2013, tras haber conseguido el ascenso a Segunda División B con el Club Deportivo Toledo, decide colgar las botas a los 34 años de edad, convirtiéndose en ayudante del técnico Imanol Idiakez para la siguiente temporada. En 2014, con la llegada al banquillo del serbio Josip Višnjić, Falcón volvería a ser el segundo entrenador, función que seguiría cumpliendo con la llegada en 2015 bajo el mandato del entrenador vallisoletano Onésimo Sánchez.
En enero de 2018, tras la destitución de Onésimo Sánchez, se hacía oficial el nombramiento de Miguel Falcón como entrenador del Club Deportivo Toledo, de la Segunda División B (Grupo I), con el aragonés Tito García Sanjuán desempeñando el cargo de ayudante técnico.
En julio de 2018 se hace cargo del CD Toledo B

## Clubes como jugador
Actualizado el 26 de enero de 2018.
| Club                 | División      | Año       | Partidos (Liga) | Goles (Liga) |
| -------------------- | ------------- | --------- | --------------- | ------------ |
| Toledo Imperial CF   | 1ª Preferente | 1996-1997 |                 |              |
| Toledo Imperial CF   | 1ª Preferente | 1997-1998 |                 |              |
| Atlético de Madrid B | 2ª            | 1998-1999 | 3               | 0            |
| Atlético de Madrid B | 2ª            | 1999-2000 | 0               | 0            |
| Atlético de Madrid B | 2ª B          | 2000-2001 | 22              | 0            |
| Mérida UD            | 2ª B          | 2001-2002 | 29              | 2            |
| CD Leganés           | 2ª            | 2002-2003 | 9               | 1            |
| CF Ciudad de Murcia  | 2ª B          | 2002-2003 | 10              | 1            |
| CF Ciudad de Murcia  | 2ª            | 2003-2004 | 32              | 1            |
| CF Ciudad de Murcia  | 2ª            | 2004-2005 | 25              | 0            |
| CF Ciudad de Murcia  | 2ª            | 2005-2006 | 31              | 3            |
| CF Ciudad de Murcia  | 2ª            | 2006-2007 | 26              | 1            |
| Granada 74 CF        | 2ª            | 2007-2008 | 30              | 0            |
| FC Cartagena         | 2ª B          | 2008-2009 | 26              | 0            |
| FC Cartagena         | 2ª            | 2009-2010 | 29              | 0            |
| Real Oviedo          | 2ª B          | 2010-2011 | 23              | 0            |
| Real Oviedo          | 2ª B          | 2011-2012 | 12              | 0            |
| CD Toledo            | 3ª            | 2012-2013 | 27              | 0            |